# زكريا الشوربجي
زكريا أحمد الشوربجي الملقب ب "أبو يحيى" هو أحد قادة كتائب القسام ولد في 8 أبريل من عام 1960، وكان منتميًا لحركة حماس منذ نشأتها واعتقلته إسرائيل في عام 1989 وفي فترة السجن أتفق مع كل من محمد الضيف وصلاح شحادة على تأسيس فرع مختلف عن حماس يهدف لأسر وقتل جنود الاحتلال فأسسوا كتائب القسام في عام 1990، اغتالته إسرائيل بعدما طاردته في حي التفاح في معركة أستمرت لأكثر من 17 ساعة في عام 1993.